# Wapen van Reusel-De Mierden

Het wapen van de gemeente Reusel-De Mierden

Het wapen van Reusel-De Mierden is het wapen van de Noord-Brabantse gemeente Reusel-De Mierden. Op 2 juli 1998 werd het wapen bij Koninklijk Besluit aan de nieuwe gemeente toegekend. De gemeente is in 1997 ontstaan door samenvoeging van de gemeenten Reusel en Hooge en Lage Mierde. Het wapen is een combinatie van de wapens van beide voormalige gemeenten: de korenschoof is afkomstig uit het wapen van Reusel, de zon en de wolken uit het wapen van Hooge en Lage Mierde. Beide wapens zijn uitgevoerd in dezelfde kleurstelling, de zgn. rijkskleuren. Dit is vaak het geval bij wapens die rond 1815 werden aangevraagd zonder een kleurspecificatie.

## Blazoen
De beschrijving van het wapen luidt als volgt:
In azuur een gouden korenschoof, uit de rechterbovenhoek beschenen door een zon tussen twee wolken, alles van goud.
N.B. 
- De heraldische kleuren in het wapen zijn lazuur (blauw) en goud (geel).
- In de heraldiek zijn links en rechts gezien vanuit de persoon die achter het schild staat. Voor de toeschouwer zijn deze begrippen dus verwisseld.

## Verwante wapens
Het wapen is ontstaan uit een combinatie van onderstaande wapens:

Het wapen van Reusel
Het wapen van Hooge en Lage Mierde